# Episodi di Masters of Sex (seconda stagione)
La seconda stagione della serie televisiva Masters of Sex è stata trasmessa in prima visione negli Stati Uniti d'America dal canale via cavo Showtime dal 13 luglio al 28 settembre 2014.
In Italia, la stagione è andata in onda in prima visione assoluta sul canale satellitare Sky Atlantic dal 5 agosto al 7 ottobre 2015. È stata trasmessa in chiaro dal 13 agosto al 17 settembre 2019 su Cielo.
A partire da questa stagione entra nel cast principale Annaleigh Ashford. Al termine di questa stagione esce dal cast principale Teddy Sears. Nicholas D'Agosto ricompare come guest star.
| nº | Titolo originale                     | Prima TV USA      | Prima TV Italia   |
| -- | ------------------------------------ | ----------------- | ----------------- |
| 1  | Parallax                             | 13 luglio 2014    | 5 agosto 2015     |
| 2  | Kyrie Eleison                        | 20 luglio 2014    | 5 agosto 2015     |
| 3  | Fight                                | 27 luglio 2014    | 12 agosto 2015    |
| 4  | Dirty Jobs                           | 3 agosto 2014     | 19 agosto 2015    |
| 5  | Giants                               | 10 agosto 2014    | 26 agosto 2015    |
| 6  | Blackbird                            | 17 agosto 2014    | 2 settembre 2015  |
| 7  | Asterion                             | 24 agosto 2014    | 9 settembre 2015  |
| 8  | Mirror, Mirror                       | 31 agosto 2014    | 16 settembre 2015 |
| 9  | Story of My Life                     | 7 settembre 2014  | 23 settembre 2015 |
| 10 | Below the Belt                       | 14 settembre 2014 | 30 settembre 2015 |
| 11 | One for the Money, Two for the Show  | 21 settembre 2014 | 7 ottobre 2015    |
| 12 | The Revolution Will Not Be Televised | 28 settembre 2014 | 7 ottobre 2015    |

## Parallax
- Titolo originale: Parallax
- Diretto da: Michael Apted
- Scritto da: Michelle Ashford

### Trama
- Guest star: Beau Bridges (Barton Scully), Julianne Nicholson (Lillian DePaul), Heléne Yorke (Jane Martin), Ann Dowd (Estabrooks Masters), Rose McIver (Vivian Scully), Greg Grunberg (Gene Moretti), Evan Arnold (Dottor Ditmer), Artemis Pebdani (Flo Packer), Rya Kihlstedt (Tatti Greathouse), Elizabeth Bogush (Elise Langham), Nicholas D'Agosto (Ethan Haas)[2], Danny Huston (Douglas Greathouse), Allison Janney (Margaret Scully), Chris Conner (Dottor Begner), Jed Rees (Dottor Crane), Kayla Madison (Tessa Johnson), Daniel Rubiano (Thomas).
- Ascolti USA: telespettatori 825 000[3]

## Kyrie Eleison
- Titolo originale: Kyrie Eleison
- Diretto da: Michael Apted
- Scritto da: David Flebotte

### Trama
- Guest star: Julianne Nicholson (Lillian DePaul), Keke Palmer (Coral Franklin), Betsy Brandt (Barbara Sanderson), Greg Grunberg (Gene Moretti), Rose McIver (Vivian Scully), Evan Arnold (Dottor Ditmer), Melinda Page Hamilton (Anne Palmateer), Ana Walczak (Rose Palmateer) e Danny Huston (Douglas Greathouse), Larry Poindexter (Paul Palmateer), Gareth Williams (Dottor Lyons), Lucas Dixon (Regista), Kandis Erickson (Pam).
- Ascolti USA: telespettatori 716 000[4]

## Fight
- Titolo originale: Fight
- Diretto da: Michael Apted
- Scritto da: Amy Lippman

### Trama
- Guest star: Josh Randall (Nate Bombeck), Barry Watson (Shelley Decklin), Alex Wyse (Elliot), Sarah Sido (Francine Bombeck), Kayla Madison (Tessa Johnson), Jonathan T. Floyd (Riparatore).
- Ascolti USA: telespettatori 837 000[4]

## Dirty Jobs
- Titolo originale: Dirty Jobs
- Diretto da: Michael Engler
- Scritto da: Steven Levenson

### Trama
- Guest star: Julianne Nicholson (Lillian DePaul), Keke Palmer (Coral Franklin), René Auberjonois (Georgios Papanicolaou), Greg Grunberg (Gene Moretti), Betsy Brandt (Barbara Sanderson), Artemis Pebdani (Flo Packer), Rya Kihlstedt (Tatti Greathouse), Danny Huston (Douglas Greathouse), Courtney B. Vance (Charles Hendricks), Kerry O'Malley (Bee Faunce), Rebekah Ward (Loraine), Brianne Davis (Serena Buckley), Michael Bunin (Dottor Broad), Tru Collins (Angie), Cole Sand (Henry Johnson), Kayla Madison (Tessa Johnson).
- Ascolti USA: telespettatori 706 000[4]

## Giants
- Titolo originale: Giants
- Diretto da: Jeremy Webb
- Scritto da: Bathsheba Doran

### Trama
- Guest star: Julianne Nicholson (Lillian DePaul), Keke Palmer (Coral Franklin), Greg Grunberg (Gene Moretti), Jocko Sims (Robert Franklin), Johnny Sneed (Al), Melanie Paxson (Signora Turnsworth), Sarah Silverman (Helen), Courtney B. Vance (Charles Hendricks), Brandon Scott (Jessie Durkin), Drew Rausch (Mitch McCaffrey), Jay Ellis (Cyril Franklin).
- Ascolti USA: telespettatori 971 000[4]

## Blackbird
- Titolo originale: Blackbird
- Diretto da: Keith Gordon
- Scritto da: Eileen Myers

### Trama
- Guest star: Julianne Nicholson (Lillian DePaul), Keke Palmer (Coral Franklin), Greg Grunberg (Gene Moretti), Jocko Sims (Robert Franklin), Johnny Sneed (Al), Barry Watson (Shelley Decklin), Renée Elise Goldsberry (Morgan Hogue), Jeremiah Birkett (Everett), Sarah Silverman (Helen), Courtney B. Vance (Charles Hendricks), Doug Tompos (Radiologo), Maitely Weismann (Mariel), Yetide Badaki (Infermiera Williams), Kayla Madison (Tessa Johnson).
- Ascolti USA: telespettatori 793 000[4]

## Asterion
- Titolo originale: Asterion
- Diretto da: Michael Dinner
- Scritto da: David Flebotte e Michelle Ashford

### Trama
- Guest star: Ann Dowd (Estabrooks Masters), Betsy Brandt (Barbara Sanderson), Kevin Christy (Lester Linden), Artemis Pebdani (Flo Packer), Elizabeth Bogush (Elise Langham), Barry Watson (Shelley Decklin), Nicole Steinwedell (Holly), Kevin Shinick (Mr. Durang), Alex Wyse (Elliot), Yvans Jourdain (Alfred), Jeff Schine (Kenny Hitchens).
- Ascolti USA: telespettatori 840 000[4]

## Mirror, Mirror
- Titolo originale: Mirror, Mirror
- Diretto da: Michael Apted
- Scritto da: Steven Levenson

### Trama
- Guest star: Betsy Brandt (Barbara Sanderson), Kevin Christy (Lester Linden), Jocko Sims (Robert Franklin), Marin Ireland (Pauline Masters), Artemis Pebdani (Flo Packer), John Billingsley (Lloyd Madden), Brian Howe (Sam Duncan), Peri Gilpin (Florence Duncan), Christian Borle (Frank Masters), Alex Wyse (Elliot), David Starzyk (Jim Pearson).
- Ascolti USA: telespettatori 726 000[4]

## Story of My Life
- Titolo originale: Story of My Life
- Diretto da: Jeremy Webb
- Scritto da: Amy Lippman

### Trama
- Guest star: Ann Dowd (Estabrooks Masters), Betsy Brandt (Barbara Sanderson), Kevin Christy (Lester Linden), Jocko Sims (Robert Franklin), Marin Ireland (Pauline Masters), John Billingsley (Lloyd Madden), Sterling K. Brown (Marcus), Erin Cummings (Kitty), Larry Joshua (Dirigente A.A.) e Christian Borle (Frank Masters).
- Ascolti USA: telespettatori 760 000[4]

## Below the Belt
- Titolo originale: Below the Belt
- Diretto da: Adam Arkin
- Scritto da: Bathsheba Doran e Eileen Myers

### Trama
- Guest star: Adam Arkin (Shep Tally), Ann Dowd (Estabrooks Masters), Betsy Brandt (Barbara Sanderson), Kevin Christy (Lester Linden), Jocko Sims (Robert Franklin), Marin Ireland (Pauline Masters), Artemis Pebdani (Flo Packer), John Billingsley (Lloyd Madden), Jack Laufer (Herb Spleeb), Christian Borle (Frank Masters), T. Lynn Eanes (Shirley), Karimah Westbrook (Delila), Karissa Lee Staples (Cindy).
- Ascolti USA: telespettatori 804 000[4]

## One for the Money, Two for the Show
- Titolo originale: One for the Money, Two for the Show
- Diretto da: Adam Bernstein
- Scritto da: Amy Lippman

### Trama
- Guest star: Adam Arkin (Shep Tally), Kevin Christy (Lester Linden), Jocko Sims (Robert Franklin), Mather Zickel (George Johnson), Artemis Pebdani (Flo Packer), Jack Laufer (Herb Spleeb), Marc Evan Jackson (Produttore di chiavi), Scott Michael Campbell (Roger Corwin), Andy Milder (Tecnico luci), Lance Barber (Larry), Cole Sand (Henry Johnson), Kayla Madison (Tessa Johnson), Elijah Rock (Manny), Nick Gillie (Glenn), Derk Cheetwood (Agente di polizia), Kandis Erickson (Pam).
- Ascolti USA: telespettatori 714 000[4]

## The Revolution Will Not Be Televised
- Titolo originale: The Revolution Will Not Be Televised
- Diretto da: Adam Arkin
- Scritto da: Michelle Ashford

### Trama
- Special guest star: Nicholas D'Agosto (Ethan Haas), Beau Bridges (Barton Scully).
- Guest star: Adam Arkin (Shep Tally), Betsy Brandt (Barbara Sanderson), Kevin Christy (Lester Linden), Jocko Sims (Robert Franklin), Mather Zickel (George Johnson), Artemis Pebdani (Flo Packer), Jack Laufer (Herb Spleeb), Cole Sand (Henry Johnson), Kayla Madison (Tessa Johnson), Bradley White (Dottor Kaufman), Elijah Rock (Manny), Nick Gillie (Glenn).
- Ascolti USA: telespettatori 889 000[5]